# Cylas puncticollis
Espèce
Cylas puncticollis, le Charançon africain de la patate douce, l'un des charançons de la patate douce, est une espèce d'insectes coléoptères de la famille des Brentidae, originaire des régions tropicales et subtropicales d'Afrique.
Ce charançon, qui attaque principalement les plantes de la famille des Convolvulaceae mais aussi d'autres familles végétales, notamment les Malvaceae, est l'un des principaux insectes ravageurs affectant la Patate douce (Ipomoea batatas) en Afrique. Les dégâts sont causés par les larves qui creusent des galeries dans les tubercules, aussi bien dans les champs qu'en phase de stockage post-récolte. Les pertes peuvent atteindre 100 %, en particulier lors ds saisons sèches prolongées. La chair des tubercules infestés devient amère et impropre à la consommation.